# Sybra unifasciata
Sybra unifasciata är en skalbaggsart som beskrevs av Fujimura 1956. Sybra unifasciata ingår i släktet Sybra och familjen långhorningar. Inga underarter finns listade i Catalogue of Life.